# Tortula flavipes
Tortula flavipes là một loài rêu trong họ Pottiaceae. Loài này được (Bruch & Schimp.) Wilson mô tả khoa học đầu tiên năm 1855.